# Партизанские отряды Югославии
Партизанские отряды Югославии (серб. Партизански одреди Југославије), официально Народно-освободительные партизанские отряды Югославии (серб. Народноослободилачки партизански одреди Југославије) — воинские формирования Народно-освободительного движения Югославии, существовавшие на раннем его этапе деятельности. С ноября 1942 года после официального образования Народно-освободительной армии Югославии приобрели статус боевых единиц. От бригад НОАЮ они отличались привязанностью к конкретной территории.

## История
Первые партизанские отряды были сформированы на основе ударных и боевых групп, созданных в мае-июне 1941 года: самым первым стал Сисакский партизанский отряд, образованный 22 июня 1941 в окрестностях города Сисак. В зависимости от территорий численность и вооружение партизан в том или ином отряде сильно отличались. Партизанские отряды в Сербии, Черногории, Лике, Бановине, Кордуне и Боснийской Краине достигали численности до тысячи человек; в Горском-Котаре и Хорватском Приморье образовывались партизанские лагеря, а в Далмации действовали несколько очень крупных отрядов. В Словении численность одного отряда в среднем не превышала 20-30 человек (из них составлялись партизанские роты).
В личный состав отрядов входили все члены Коммунистической партии Югославии, Союза коммунистической молодёжи Югославии и иные лица, симпатизировавшие им (в том числе и бывшие офицеры армии Королевства Югославия, не принявшие капитуляцию). Партизанами использовалось оружие югославской королевской армии, которое не успели конфисковать немецкие оккупанты и их союзники; очень часто партизаны добывали оружие в бою как трофей. Позднее союзники из Великобритании, США и СССР занимались поставкой оружия партизанам.
Отряды были организованы по территориальному принципу и действовали под командованием своих штабов: в штаб входили командир отряда и политрук (политический комиссар). 26 сентября 1941 был образован Главный штаб Народно-освободительных партизанских отрядов Югославии, утвердивший структуру отряда и его штаба с командиром, политруком и их заместителями. В состав отряда входили от 3 до 4 батальонов, в батальон от 3 до 4 рот.
Партизаны применяли соответствующую им тактику партизанской войны: при помощи открытых нападений и наступлений в нескольких областях страны им удалось отбить значительные территории, но чаще всего они предпочитали действовать из засады и штурмовать населённые пункты по ночам. После выполненного задания партизаны немедленно покидали территорию и разбегались в разные стороны. В городах они устраивали саботажи, диверсии, покушения на лиц из оккупационной администрации, разрушали линии связи, поджигали архивы и т.д.
После того, как вооружённый конфликт стал общенациональной войной, руководство партизанского движения приняло решение об образовании мобильных подразделений: печально закончившееся для партизан «Первое вражеское наступление» вынудило их ускорить работу. В конце 1941 года появились первые бригады, в конце 1942 года — дивизии и корпуса. Многие партизанские отряды влились в эти подразделения, некоторые остались действовать на своих территориях.
В течение войны было сформировано 250 партизанских отрядов.